# Dans une île perdue
Pour plus de détails, voir Fiche technique et Distribution.
Dans une île perdue est un film franco-américain réalisé par Alberto Cavalcanti, sorti en 1931.

## Fiche technique
- Titre : Dans une île perdue
- Réalisation : Alberto Cavalcanti
- Scénario : Georges Neveux, d'après le roman Victoire de Joseph Conrad
- Photographie : René Guissart
- Production : Studios Paramount
- Format : Noir et blanc - 1,20:1 - 35 mm - Son mono
- Pays d'origine :  États-Unis -  France
- Durée : 73 minutes
- Date de sortie :
  - France : 23 janvier 1931

## Distribution
- Enrique Riveros : Davis
- Danièle Parola : Alma
- Philippe Hériat : Jones
- Marguerite Moreno : Mme Schomberg
- Pierre Sergeol : Ricardo
- Gaston Jacquet : Schomberg
- Louis Vonelly : Zangiacomo
- Yvette Andréyor : Mme Zangiacomo
- Henri Lapouge : Pedro
- Hghia : Wang